# Samuel Delany
Samuel Ray Delany Jr. (1º de Abril de 1942, cidade de Nova Iorque) é um intelectual estadunidense, crítico literário e autor de ficção científica e de literatura gay. Delany foi o primeiro escritor de ficção científica negro a receber as mais altas honrarias do gênero literário, o Prêmio Nebula e o Prêmio Hugo.
As críticas, memórias e ensaios sobre literatura, sexualidade e sociedade de Delany são amplamente reconhecidos no mundo acadêmico. Seus escritos não só demonstraram maestria na literatura, crítica e história intelectual, como também engajaram-se em tópicos vitais de seu tempo, isto é, a segunda metade do século XX: raça e racismo, libertação gay, feminismo e a crise da AIDS.
Entre seus romances destacam-se Babel-17, The Einstein Intersection (vencedores do Prêmio Nebula de 1966 e 1967, respectivamente) Nova, Hogg, Dhalgren e a série The Return to Nevèrÿon. Já entre suas obras de não ficção, pode-se citar Times Square Red, Times Square Blue; About Writing e oito livros de ensaios.
Depois de ganhar quatro prêmios Nebula e dois prêmios Hugo ao longo de sua carreira, Delany foi introduzido no Science Fiction and Fantasy Hall of Fame no ano de 2002. Antes disso, em 1997, ele ganhou o Prêmio Kessler. Já em 2010, recebeu o terceiro Prêmio J. Lloyd Eaton pelo conjunto de sua obra em ficção científica. Em 2013, os Escritores de Ficção Científica da América o nomearam como o 30º Grande Mestre; no mesmo ano, recebeu o Prêmio Brudner da Universidade Yale, por suas contribuições à literatura gay. Em 2016, foi introduzido no Hall da Fama dos Escritores do Estado de Nova York. Por fim, em 2021, Delany recebeu o 2021 Prêmio Anisfield-Wolf.
Foi professor de literatura comparada e escrita criativa por quatro décadas (1975-2015) nos pólos da  Universidade Estadual de Nova Iorque em Buffalo e Albany, na Universidade de Massachusetts Amherst e na Temple University na Filadélfia.

## Biografia
Samuel Ray Delany, Jr. nasceu no dia 1º de abril do ano de 1942 e foi criado no Harlem, bairro de Manhattan, em Nova Iorque, nos Estados Unidos. Sua mãe, Margaret Carey Boyd Delany (1916–1995), era escriturária no sistema de Biblioteca Pública de Nova York; e seu pai, Samuel Ray Delany Sênior (1906–1960), dirigia uma casa funerária. Seu avô, Henry Beard Delany (1858-1928), que foi um escravizado, foi o primeiro bispo negro da Igreja Episcopal dos Estados Unidos. Outros membros notáveis da família incluem a poetisa Clarissa Scott Delany, expoente do movimento cultural de renascimento do Harlem, e o juiz Hubert Thomas Delany, que eram seus tios. Teve, também, como tias as ativistas do movimento de direitos civis estadunidense Sarah e Elisabeth Delany (também conhecidas como Sadie e Bessie, respectivamente). Ele usou as aventuras vividas por elas como base para sua obra Elsie e Corry em Atlantis: Model 1924, romance de abertura de sua coleção semi-autobiográfica intitulada Atlantis: Three Tales.